# Comrat
Comrat (gagauz nyelven Komrat, oroszul Комрат / Komrat) város Moldovában, Gagauzia fővárosa. Az ország déli részén található. 2004-ben 23 429 lakosa volt, mellyel Gagauzia legnagyobb települése.
A név török és nogaj eredetű.
Testvérvárosa Isparta.

## Története
Comratot 1789-ben alapították, városi rangot 1957-ben kapott. Mialatt a város a Moldáv Szovjet Szocialista Köztársaság tagja volt, az ipar vaj-, bor- és hagyományos moldáv motívumú szőnyegek készítésére épült. Nemrég egy egyetemet alapítottak a városban.

## Népessége
- 1989: 25 800 (népszámlálás)[2]
- 1991: 27 500 (becslés)
- 1996: 27 400 (becslés)
- 2004: 23 429 (népszámlálás)
- 2006: 22 369 (becslés)

## Gazdasága
Comrat a déli borvidéken található, ahol leginkább vörösbort és muskotályt készítenek. A városban és külvárosaiban 10 borpince található.
Az élelmiszer előállítás nagyon fejlett. A város az élelmiszer feldolgozó gyárak, az alkohol termelés és az olaj feldolgozó üzem (mely első és egyetlen az országban) otthona.
A városban van fémfeldolgozás, bútorgyártás, fafeldolgozás, műanyag ablak és ajtó előállítás, vágóhíd és több szállítási vállalat.

## Látnivalók
- Szent János Katedrális (épült 1820-ban)
- Helytörténeti Múzeum
- Gagauz Kultúra Múzeuma (Comrat külvárosában, Beșalmában)
- Gagauz művészeti galéria
- Mustafa Kemal Atatürk üzemeltette török könyvtár
- Gagauz dicsőség sétánya
- Emlékmű Comrat védelmezőinek (szobrász Mr. Dubinovskiy)
- Az Afganisztánban elesettek előtt tisztelgő emlékmű (szobrász Mr. Afanasiy Dmitrievich Karacoban)
- Lenin szobra
- Harci tank szobra

## Borászatok
Az Aur-Vin egy moldáv borpince, amely része a moldáv Dionis bortermelő klubnak.

## Fordítás
- Ez a szócikk részben vagy egészben  a   Comrat című angol nyelvű Wikipédia-szócikk fordításán alapul.  Az eredeti cikk szerkesztőit annak laptörténete sorolja fel. Ez a jelzés csupán a megfogalmazás eredetét és a szerzői jogokat jelzi, nem szolgál a cikkben szereplő információk forrásmegjelöléseként.